# Taiki Yamazaki
Taiki Yamazaki (山崎 大輝 Yamazaki Taiki, sinh ngày 3 tháng 10 năm 1995 tại tỉnh Shizuoka) là một diễn viên, ca sĩ và tarento người Nhật Bản. Hiện anh đang làm việc cho Imagene.

## Sự nghiệp
- Năm 2010, Yamazaki tham gia cuộc thi Junon Super Boy lần thứ 23. Trong buổi biểu diễn cuối cùng được tổ chức vào tháng 11, anh đã hát bài "Caress of Venus" của L'Arc-en-Ciel và chiến thắng Giải thưởng đặc biệt của Ban giám khảo.